# Schistidium steerei
Schistidium steerei là một loài Rêu trong họ Grimmiaceae. Loài này được Ochyra mô tả khoa học đầu tiên năm 1987.